# Datia
Datia é uma cidade e um município no distrito de Datia, no estado indiano de Madhya Pradesh.

## Geografia
Datia está localizada a 25° 40′ N, 78° 28′ L. Tem uma altitude média de 302 metros (990 pés).

## Demografia
Segundo o censo de 2001, Datia tinha uma população de 82 742 habitantes. Os indivíduos do sexo masculino constituem 53% da população e os do sexo feminino 47%. Datia tem uma taxa de literacia de 68%, superior à média nacional de 59,5%: a literacia no sexo masculino é de 75% e a literacia feminina é de 60%. Em Datia, 15% da população está abaixo dos 6 anos de idade.